# Itambaracá
Itambaracá là một đô thị thuộc bang Paraná, Brasil. Đô thị này có diện tích 207,003 km², dân số năm 2007 là 7130 người, mật độ 34,4 người/km².